# Oecetis pryadyumna
Oecetis pryadyumna är en nattsländeart som beskrevs av Schmid 1995. Oecetis pryadyumna ingår i släktet Oecetis och familjen långhornssländor. Inga underarter finns listade i Catalogue of Life.